# Joan Casañas i Guri
Joan Casañas i Guri (Sabadell, 27 de juliol de 1936 - 9 de setembre de 2020) va ser un sacerdot, activista social i escriptor català.

## Primers anys
Era més petit dels deu fills del matrimoni format pel fotoperiodista Francesc Casañas Riera i la seva segona esposa, Carme Guri Tort. Joan Casañas va cursar els estudis d'ensenyament primari i secundari a l'Escola Pia de Sabadell, des d'on va ingressar al Seminari Conciliar de Barcelona, en què fou ordenat sacerdot el setembre de 1961. Entre 1961 i 1963 fou vicari de la parròquia de Sant Antoni de Pàdua, al barri de Can Rull.

## Estada a Xile i laTeologia de l'alliberament
El febrer de 1963 Casañas va complir el seu objectiu de marxar cap a Sud-amèrica, quan es traslladà a Valparaíso, a Xile, amb quatre companys de la seva promoció com a membre d'Agermanament, una organització catòlica creada als anys 1960 que impulsava projectes de cooperació amb l'Amèrica Llatina. A Xile hi va romandre deu anys, on treballà com a consiliari d'universitaris cristians i com a professor de teologia a la Pontifícia Universitat Catòlica de Valparaíso. Dintre de l'àmbit universitari, també freqüentà la Universidad de Chile i la Universidad Técnica Federico Santa María. Així mateix, va implicar-se amb les comunitats cristianes de base, els equips de matrimonis i fou fundador de la secció xilena de Cristians pel Socialisme. A Xile, fou membre i un dels impulsors de la Teologia de l'alliberament, el corrent que va sorgir a l'Amèrica Llatina després del Concili Vaticà II i la Conferència de Medellín de 1968, com a resposta dels sectors progressistes de l'Església catòlica davant la situació d'opressió i subdesenvolupament de Llatinoamèrica. Com a membre d'aquest corrent Casañas va mantenir relacions personals i epistolars amb els seus més destacats membres, com el nicaragüenc Ernesto Cardenal, el brasiler Leonardo Boff o el català Pere Casaldàliga. Des d'aquests plantejaments ideològics, Casañas va abonar la via democràtica al socialisme del president xilè Salvador Allende i el desembre de 1971 va formar part de la delegació de Cristians pel Socialisme que va entrevistar-se amb Fidel Castro a l'ambaixada cubana a Santiago de Xile. El cop d'estat de l'11 de setembre de 1973 del general Augusto Pinochet va sorprendre Casañas de vacances a Sabadell. Això, possiblement, el salvà de córrer el mateix destí que mossèn Antoni Llidó Mengual, natural de Xàbia, o que el gironí mossèn Joan Alsina i Hurtós –el cadàver del qual va aparèixer dies després amb un tret al cap a la llera del riu Mapocho–. De fet, l'ambaixada xilena li va trametre una carta en què el declarava persona non grata i li prohibia de retornar al país.

## Activisme
Des de Catalunya, va dedicar els seus esforços a ajudar els molts xilens sotmesos a la dictadura. Per mitjà d'Agermanament, van poder alliberar alguns presoners i va cercar recursos econòmics per pagar els viatges i l'acollida a les famílies d'exiliats. Vint anys després va poder tornar a Xile per visitar els seus companys i amics, però cap bisbe el reclamà a la seva diòcesi. A Sabadell, al final de la dictadura franquista, va afilar-se al PSUC i va figurar en la llista a les municipals d'ICV de 1983. També fou fundador de la secció catalana de Cristians pel Socialisme, col·laborant estretament amb Alfons Comín, que fou presentada l'any 1976 a l'Acadèmia de Belles Arts de Sabadell. El mateix any va ser cofundador de la Lliga dels Drets dels Pobles, per mitjà de la qual es va construir la Biblioteca Catalunya a Peñablanca (Xile). També fou membre actiu del Centre d'Estudis i Documentació Internacionals a Barcelona (CIDOB), sota la direcció de Josep Ribera i Pinyol, sacerdot sabadellenc, membre d'Agermament i que va poder fugir de Xile. Mitjançant un acord amb l'arquebisbe Narcís Jubany, va evitar incorporar-se a l'estructura parroquial, però mantenint la seva vinculació amb l'Església mitjançant la seva tasca a Càritas i com a formador de catequistes. Des de 1973 treballà com a voluntari a la Fundació dels Drapaires d'Emaús i va tenir una presència setmanal en l'acompanyament de dues comunitats cristianes de base. A més, fou consiliari d'un grup d'Acció Catòlica Obrera (ACO) de Rubí i del grup Vida Creixent, a la parròquia de Sant Fèlix de Sabadell. També va impulsar Sabadell per a Tots, un espai de reflexió de diferents entitats del tercer sector de la ciutat.

## La tasca literària
Més enllà del seu compromís religiós i com a activista social, Casañas fou un escriptor destacat, autor de diversos llibres, entre els quals destaquen: Sant Lluc –un estudi per a les comunitats cristianes populars–, Per què dius Déu? Reflexions teològiques (1983), Fraternura –sobre l'espiritualitat de l'Abbé Pierre i la seva experiència als Draparies d'Emaús de Sabadell (2006)–, Caritas de Sabadell i L'aportació de Càritas a Sabadell 50 anys (2010) –una història de l'entitat i una radiografia de la situació social a la ciutat–, El progressisme catòlic a Catalunya (1940-1980) (1989) –una documentació de l'evolució d'aquests sectors del catolicisme social–, Hubo una aurora que espera su día (2013) –sobre els inicis de la Teologia de l'alliberament a Xile i la seva experiència personal–. Cal destacar també la col·lecció de "Papers sobre Déu" (1990-1994), que ell mateix editava i distribuïa entre els amics.

## Darrers anys
Durant l'any 2003 experimentà com a ermità en un poblet prop de Monistrol, des d'on es relacionava amb els monjos de l'Abadia de Montserrat i els jesuïtes de Manresa. A Sabadell va mantenir la seva independència econòmica treballant primer a la impremta Serracanta i més tard al cèntric comerç de joguines i jocs educatius Fustot. També va fer col·laboracions puntuals amb ESADE, impartint seminaris d'ètica, i a l'Escola Pia de Terrassa. Casañas va viure una temporada al barri de Can Puiggener, al local de Càritas de Sabadell i des de 2005 en un pis de protecció social de l'Ajuntament –l'Edifici Alexandra–, al barri de Can Rull. El 21 de gener de 2019 va patir un ictus que li afectà especialment la vista, la parla i la motricitat de la part dreta del cos. Tot i respondre positivament al tractament i instal·lar-se a la Residència Sacerdotal Sant Josep Oriol de Barcelona, després d'una lenta pèrdua de vitalitat va morir el setembre del 2020. Els seus darrers escrits han estat editats de manera póstuma amb el títol Aquesta foscor en què confio (Editorial Claret, 2023, edició a cura de Joan Albert Vicens).